# Paepalanthus rufoalbus
Paepalanthus rufoalbus är en gräsväxtart som beskrevs av Silveira. Paepalanthus rufoalbus ingår i släktet Paepalanthus och familjen Eriocaulaceae. Inga underarter finns listade i Catalogue of Life.